# Alexandr Michajlovič Běloselskij-Bělozerskij
Alexandr Michajlovič Běloselskij, také Běloselskij-Bělozerskij (rusky Александр Михайлович Белосельский-Белозерский, 1752, Petrohrad - 26. prosince 1809 tamtéž) byl ruský šlechtic ze starého knížecího rodu Běloselských-Bělozerských, diplomat a filozof.

## Život

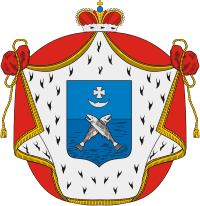
Rodový erb

### Původ

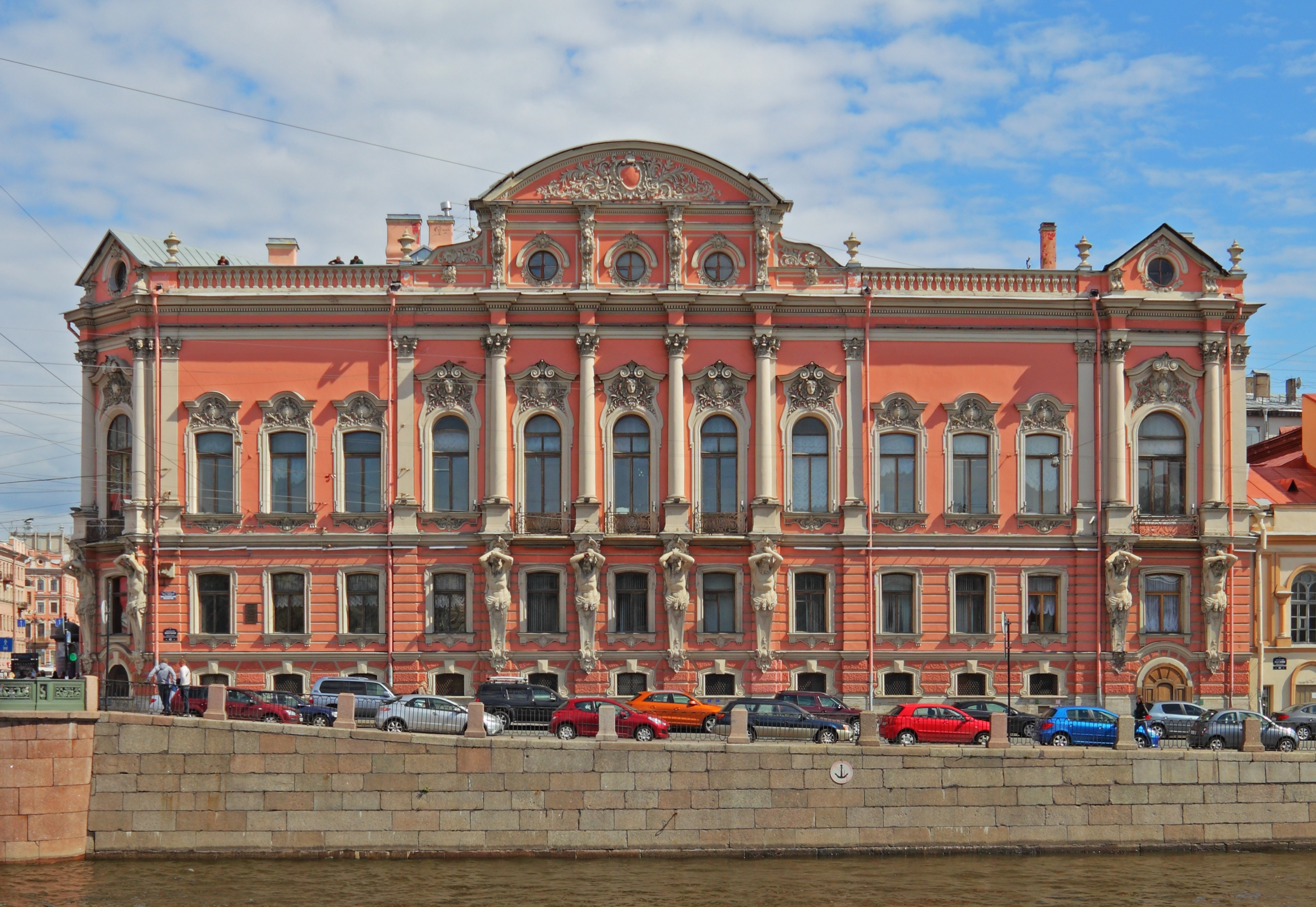
Palác Běloselských-Bělozerských v Petrohradu

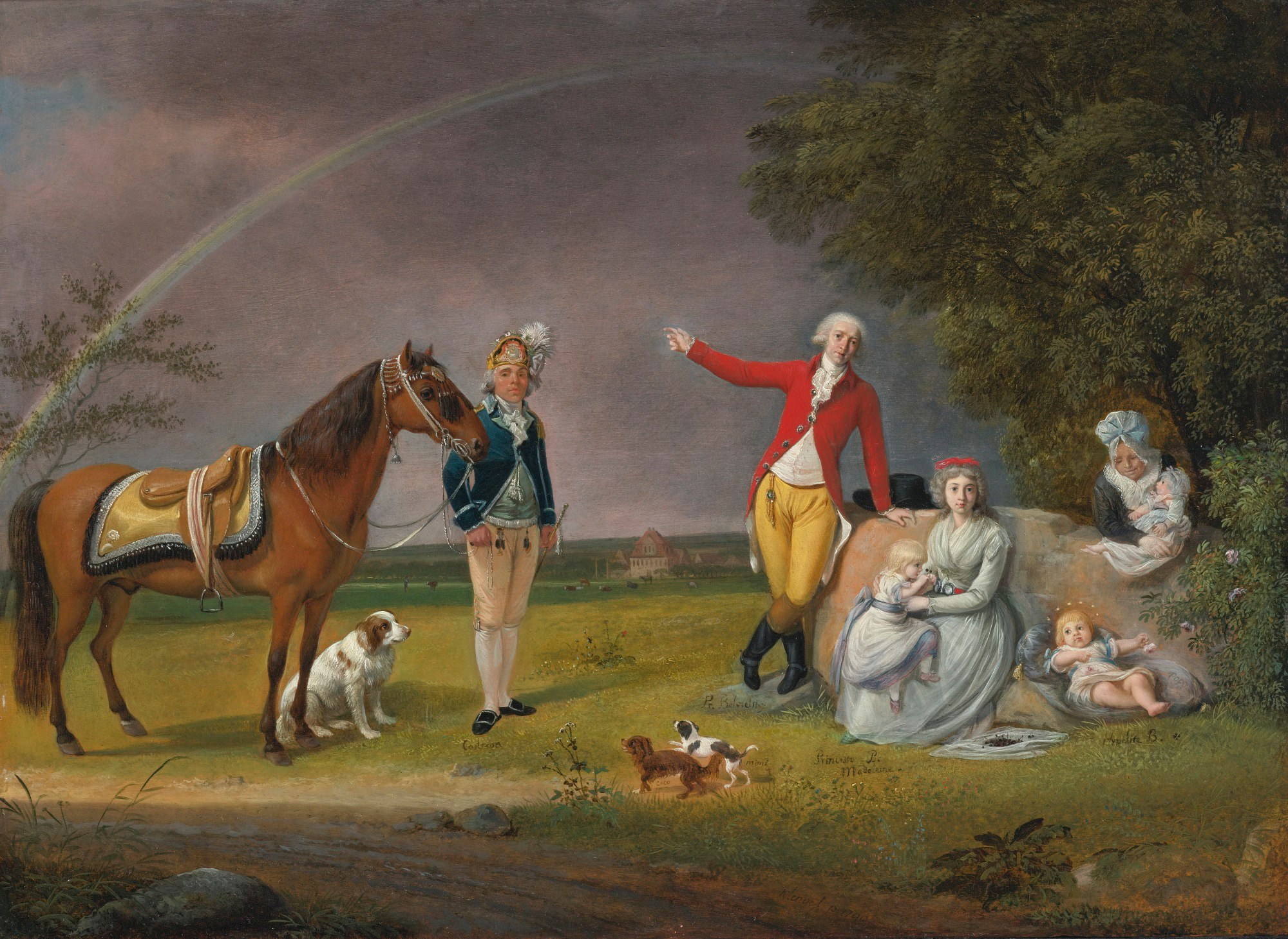
Kníže Běloselskij se svou první manželkou Varvarou Tatiščevovou (obraz Johanna Christiana Klengela)

Alexandr Běloselskij byl synem viceadmirála Michaila Andrejeviče Běloselského (1702–1755) a jeho druhé manželky Natálie Grigorjevny Černyševové (1711-1760).

### Kariéra
Alexandr Běloselskij vyrůstal v Londýně pod dohledem strýce z matčiny strany, námořního admirála hraběte Ivana Grigorjeviče Černyševa. Později odešel do Berlína, kde bral soukromé hodiny od Dieudonné Thiébaulta, profesora a sekretáře pruského krále Fridricha II.
V ruském elitním pluku Izmailovských gardistů absolvoval několik let vojenského výcviku jako kavalerista.
V letech 1775 až 1778 cestoval do Francie a Itálie a roku 1779 byl poslán jako nástupce svého zesnulého bratra Andreje v hodnosti kamerjunkera jako carský ruský vyslanec u kurfiřtského saského dvora v Drážďanech. V letech 1789 až 1793 byl velvyslancem u královského sardinského dvora v Turíně.  Poté se vrátil zpět do Ruska. V Petrohradě nechal v roce 1797 vystavět rodový palác Běloselských-Bělozerských na řece Fontance, levém přítoku Něvy.
Dne 15. dubna 1789 poobědval kníže Běloselskij s Wolfgangem Amadeem Mozartem při skladatelově cestě do Berlína. Poté Mozart svedl zkoušku dovednosti ve hře na varhany a na klavír s varhaníkem Johannem Wilhelmem Hässlerem. Běloselskij si dopisoval mimo jiné s Voltairem, Beaumarchaisem, Marmontelem a Goethem.  Taktéž filosof Immanuel Kant, známý spíše jako zdrženlivý pisatel dopisů, si v létě 1792 s Běloselským dopisoval. Kant tematizoval schopnost myslet a o síle úsudku napsal, že je to schopnost dokázat své porozumění in concreto. Ještě předtím v roce 1790 poslal Běloselskij Kantovi do Königsbergu z Drážďan své dílo La Dianyologie ou tableau philosophique de l'entendement. Sám Běloselskij moc úsudku (l'intelligence universale) rozdělil do podkategorií (spheres). 
V roce 1809 se stal čestným členem Ruské akademie věd v Petrohradě.

### Rodina

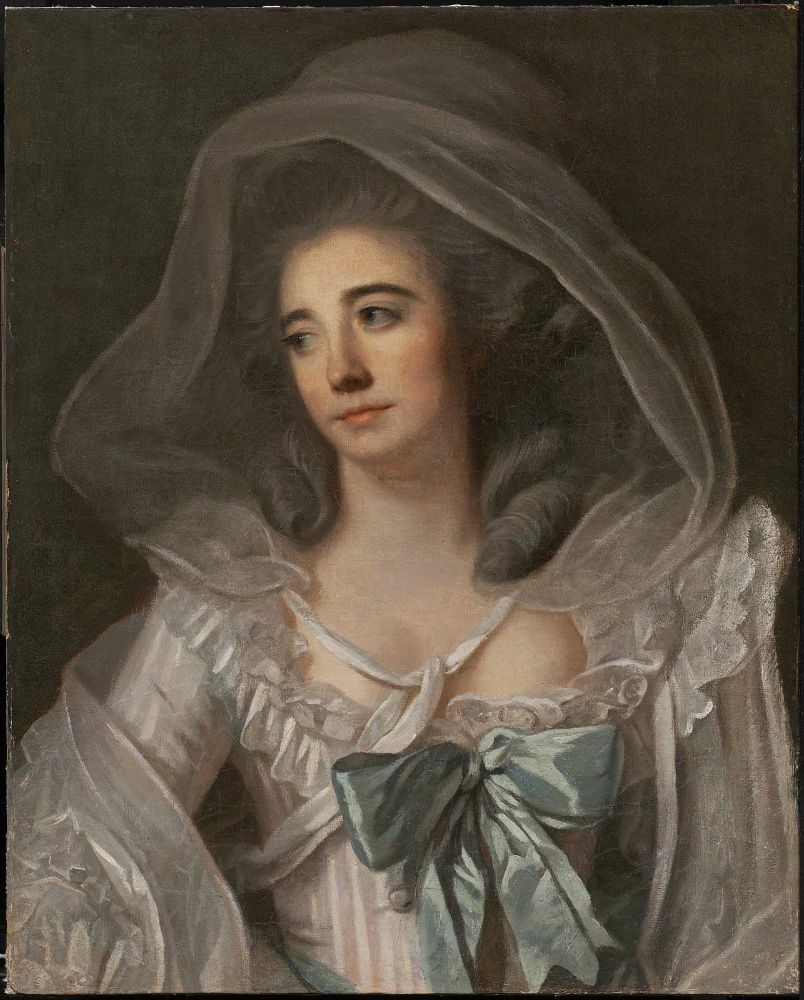
Běloselského druhá manželka Anna Kozickaja

Alexandr Michaljovič Běloselskij se v roce 1786 oženil s Varvarou Jakovlevnou Tatiščevovou (1764-1792). Z tohoto manželství se narodily děti Maria (1787-1857), Natálie (1788-1813), Zinaida (1789–1862), která se narodila v Drážďanech, a syn Ippolit (1790-1792).
Jeho druhou manželkou byla od roku 1795 Anna Grigorjevna Kozickaja (1773-1846), s níž měl tři děti: Jespera (1802-1846), Jekatěrinu (1804-1861) a Jelizavetu (1805-1824).

## Dílo (výběr)
- De la musique en Italie. 1778.
- Poésies françaises d'un prince étranger. 1789.
- Dianyologie ou tableau philosophique de l'entendement. 1790
- Olinka aneb První láska (Олинька или первоначальная любовь), 1796. (Libreto ke stejnojmenné Opéra comique)